# Tephrocybe osmophora
Tephrocybe osmophora är en svampart som först beskrevs av Edouard-Jean Gilbert, och fick sitt nu gällande namn av Marcel Bon 1998. Tephrocybe osmophora ingår i släktet Tephrocybe och familjen Lyophyllaceae.   Inga underarter finns listade i Catalogue of Life.
I den svenska databasen Dyntaxa används istället namnet Lyophyllum osmophorum för samma taxon.  Arten har ej påträffats i Sverige.